# Cymbuliinae
Cymbuliinae is een onderfamilie van weekdieren uit de klasse van de Gastropoda (slakken).

## Geslacht
- Cymbulia Péron & Lesueur, 1810